# Tjüche

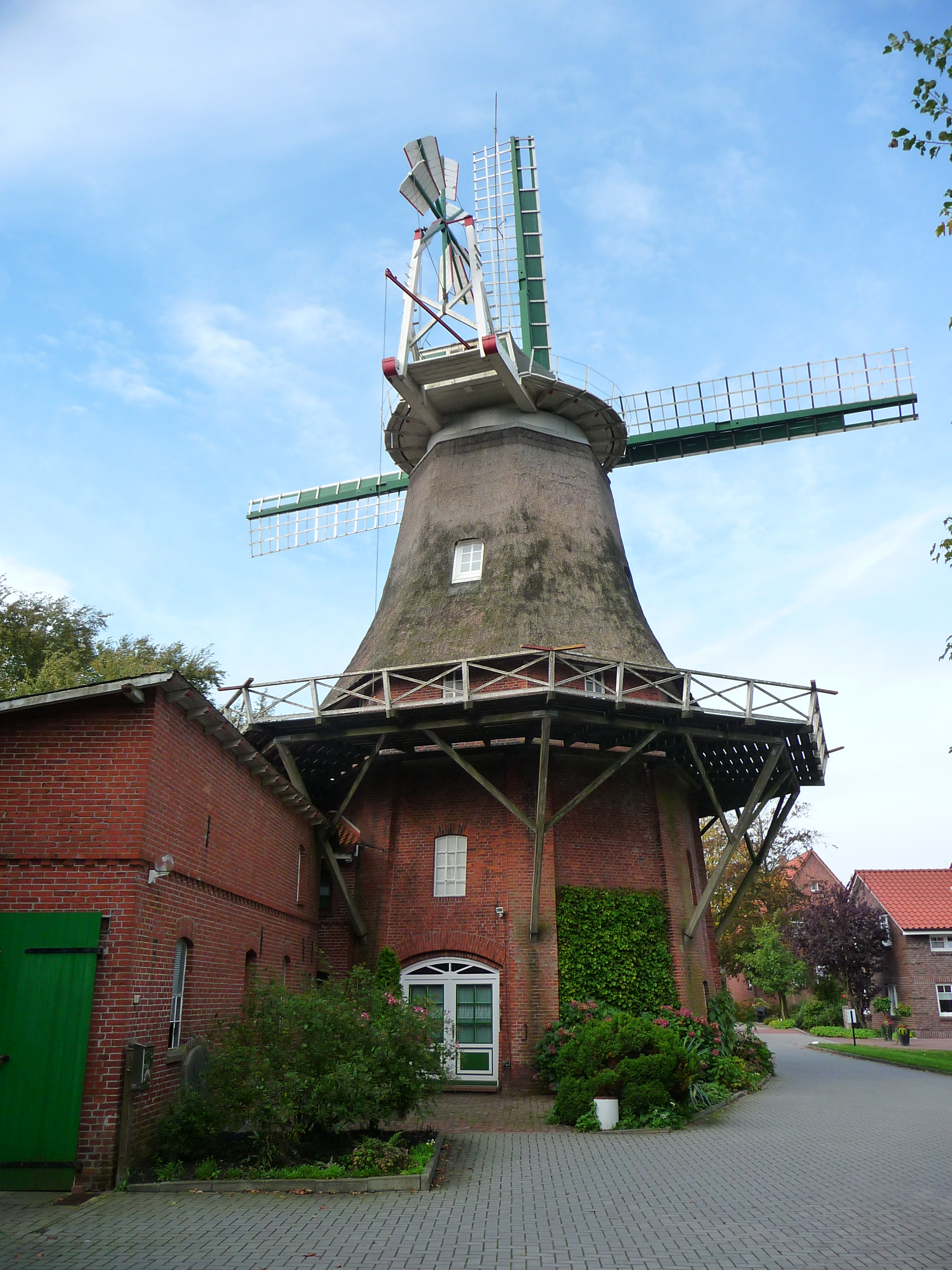
Tjücher Mühle

Tjüche ist seit 1972 ein Ortsteil des Fleckens Marienhafe im ostfriesischen Landkreis Aurich. Vorher war der Ort eine selbständige Gemeinde und Gründungsmitglied der Samtgemeinde Brookmerland.

## Name
Der Name Tjüche taucht in dieser oder ähnlicher Schreibung häufiger als Ortsname beziehungsweise als Bestandteil eines Ortsnamens auf. Nach A. Schöneboom war Tjüch/e/n (übersetzt: Joch) ursprünglich ein „Landmaß“ für „die Fläche […], die an einem Tag mit einem Joch Ochsen gepflügt werden konnte.“ Tjüche könnte sich nach Arend Remmers auch vom altfriesischen tiuche herleiten, das „einzelne Gebiete der Dorfmark, die von Arbeitsgruppen gemeinsam bearbeitet wurden“ bezeichnete. Karl Leiner vermutet, dass Tjüche so viel wie Grenze bedeutet. Im Ostfriesischen Wörterbuch findet sich der Hinweis, dass Tjücht auch gebräuchlich war als Name von Höfen und kleinen Wohnplätzen, die in der Nähe von alten geistlichen Stiftungen und Klöstern lagen und wo unter deren Verwaltung Viehzucht (= Tjücht) betrieben wurde. Die Geschichte der Ortschaft Tjüche lässt vermuten, dass die letztgenannte Namensdeutung hier zutrifft. Steinfunde im Grenzgebiet der Ortschaft Tjüche lassen nämlich auf die frühere Existenz eines Klosters schließen.
Für 1583 ist der Ortsname als in die Tiuche dokumentiert und für 1735 als im Jüch. Die heutige Schreibweise findet sich spätestens ab 1787.

## Lage
Der Ortsteil Tjüche erstreckt in west-östlicher Richtung über eine Länge von über sieben Kilometern bei einer maximalen Breite von 750 Metern. Flächenmäßig ist der Ort fast dreimal so groß wie der Flecken Marienhafe vor der Kommunalreform 1972 (302 ha / 104 ha).
Umgeben ist Tjüche ausschließlich von den Mitgliedsgemeinden der Samtgemeinde Brookmerland; im Norden beginnend und dann im Uhrzeigersinn: Osteel, Leezdorf, Rechtsupweg, Upgant-Schott, (Kernort Marienhafe) und Wirdum. Erkennbar sind noch die Folgen der Meereseinbrüche, die im Bereich der Leybucht um 1362 sowie 1374 erfolgten und Marienhafe zum Hafenort machten. Der daraufhin einsetzende Deichbau hat in Tjüche im Bereich des Hingstlandweges seine Spuren hinterlassen. Zu den Überbleibseln des Leybuchteinbruchs gehört auch das Störtebekertief, das über eine längere Strecke die Grenze zwischen Tjüche und Upgant-Schott bildet.

## Geologie
Im Westen Tjüches findet sich tonhaltiger Knick- und Brackmarschboden. Vorherrschend ist hier die Nutzung als Grün- und Ackerland. Gley und Plaggenesch bestimmen die Bodenbeschaffenheit im mittleren Bereich des Ortes. Die natürliche Bodengüte im Tjücher Randmarsch-/Geestbereich wird mit III (= „Mittlere Bodengüte“) klassifiziert. Der Ostteil Tjüches war ursprünglich – wie die dort angrenzenden Orte auch – eine typische Moorlandschaft. Sie wurde allerdings von Siedlern im Aufstreckverfahren abgetorft.

## Verkehrsanbindung
Die Bundesstraße 72 quert Tjüche in nord-südlicher Richtung. Sie verbindet den Marienhafer Ortsteil mit den Städten Norden und Emden. Dort befindet sich auch die nächste Autobahnauffahrt. Regionale Züge aus Richtung Norddeich und Emden halten am Bahnhof in Marienhafe, Fernzüge in Norden-Süderneuland I und Emden. Eine VEJ-Buslinie bietet für Tjüche Haltestellen in Marienhafe und Osteel.

## Geschichte
Die Anfänge Tjüches liegen im Dunkeln. Tonscherbenfunde verweisen auf eine Besiedlung im Mittelalter. Erste Siedler – so vermutet man – stammten aus dem unbedeichten Marschgebiet. Ein steigender Meeresspiegel und in dessen Folge zunehmende Überschwemmungen der alten Wohngebiete veranlassten die Menschen, Schutz auf der höher gelegenen Geest zu suchen. Der schmale Streifen östlich des Alten Postweges scheint in Tjüche das erste Siedlungsgebiet flutgeschädigter Marschbewohner gewesen zu sein. Eine planmäßige Erschließung der westlichen Geestrandgebiete des nördlichen Brookmerlandes geschah vermutlich erst im 13. oder 14. Jahrhundert. Die ursprüngliche Tjücher Hufensiedlung ist nicht ohne obrigkeitliche Organisationshilfe denkbar, auch wenn der aus dem 13. Jahrhundert stammende Brokmerbrief, die mittelalterliche „Verfassung des Brookmerlandes“, noch von der genossenschaftlich organisierten Landgemeinde ausgeht. Mit der Hufensiedlung war auch das Upstrekenrecht verbunden. Es erlaubte jedem Hofbesitzer den hinter seinem Haus gelegenen Fluranteil schrittweise durch Urbarmachung so lange zu erweitern, bis er an die Bearbeitungsgrenze seines hinteren Nachbarn stieß. Dadurch entstanden in Tjüche und in vielen anderen Orten lange, aber schmale Grundstückstreifen. Vor den Höfen lag in der Regel gemeinsam genutztes Land, die sogenannte Allmende. In Tjüche befanden sich die genossenschaftlich genutzten Wiesen vor dem ehemaligen Deich, also westlich der alten Siedlung. Noch bis 1968 wurden die genannten Wiesen als Gemeinschaftsweide genutzt. Mit der Beaufsichtigung des Viehs war bis zu diesem Zeitpunkt ein von der Gemeindeverwaltung angestellter Hirte beauftragt, der im gemeindeeigenen Vennhuus wohnte.

### 16. bis 19. Jahrhundert
Im Jahr 1583 wird die Ortschaft Tjüche erstmals erwähnt. Im Greetsieler Deichregister, das die zum Deichunterhalt verpflichteten Bauern und Herdbesitzer aufführt, heißt es: „Dese wohnen in die Tiuche und […] liggen tuschen Wirdumer und Vpganter mit eren Dyck“. Die hier erwähnten Tjücher nutzten danach damals insgesamt 52 Grasen und sechs Heerden. Die Pfanddeiche des Ortes haben wohl bei Degenfeld gelegen und waren 65 Meter lang. Anfänglich war Tjüche rechtlich der benachbarten Ortschaft Osteel angegliedert. Das geht unter anderem aus der Gesetzessammlung Osteeler Bauernrecht und Kedden-Ordnung hervor. Sie erschien 1654 und beanspruchte Gültigkeit nicht nur für die fünf Osteeler Theene (= Teilgebiete), sondern auch für das „in’t Tiuche“ belegene Land. Da nach dieser Ordnung jedes Teilgebiet einen Vertreter, einen sogenannten Kedde, in den Dorfrat entsenden durfte, war also Tjüche mit einem Ratsmitglied in der Osteeler Kommunalverwaltung vertreten. Ab 1719 verstärkt sich die Verbindung zum südlichen Nachbarort Marienhafe, zu dessen Kirchspiel es ohnehin gehörte. Erst in der zweiten Hälfte des 19. Jahrhunderts entwickelte sich Tjüche zu einer eigenständigen Gemeinde, an deren Spitze ein Bauermeister stand. 1842 beantragten allerdings mehrere Tjücher Landwirte, ihre Ortschaft mit Marienhafe zu vereinigen. Die Angelegenheit verlief im Sande, da eine vom Königlichen Amt Norden geforderte Abstimmung der Tjücher Dorfbewohner nicht durchgeführt wurde. Im Jahr 1856 wurden die Ortsgrenzen zwischen Tjüche und dem benachbarten Flecken neu gezogen. Dabei verlor Tjücher größere Teile seines Gebietes an Marienhafe. Dennoch entwickelte sich die Ortschaft in den Folgejahren zur sogenannten Kleinen Kommune. 1875 nahm sie das Verfassungsstatut für die Landgemeinde Tjüche an. In ihm waren die Ordnungen für Kommunalwahlen, den Gemeindevorstand und die Gemeindeversammlungen festgelegt. Bis in das 20. Jahrhundert waren übrigens große Flächen der östlichen Tjücher Gebiete in Gräflich In- und Knyphausenschem Besitz.
Bis 1884 gehörte Tjüche zum Amt Norden (vorher Amt Berum) und danach zum Landkreis Norden.

### 20. Jahrhundert
In den Anfangsjahren der Weimarer Republik waren die Tjücher vornehmlich liberal-konservativ ausgerichtet. So erhielt in Tjüche die Deutsche Demokratische Partei bei der Deutschen Nationalversammlung im Jahr 1919 rund 44 Prozent der abgegebenen Stimmen. Zweitstärkste Kraft im Dorf wurden die Sozialdemokraten mit circa 29 Prozent. Bei der Reichstagswahl 1920 stand mit 33 Prozent der Stimmen die Deutschnationale Volkspartei an der Spitze, gefolgt von den Sozialdemokraten mit ungefähr 25 Prozent. Bei der Wahl 1928 teilte sich die Deutschnationale Volkspartei und Nationalsozialistische Deutsche Arbeiterpartei (NSDAP) den ersten Platz; beide Parteien kamen auf jeweils 36 Prozent. Zwei Jahre später erhielt die NSDAP bereits 53 Prozent der Tjücher Stimmen, die Sozialdemokraten konnten immerhin noch ihren Anteil von 25 Prozent halten. Das änderte sich bei den Wahlen im Juli 1932 und im November 1932. Der Anteil der NSDAP wuchs auf 71 beziehungsweise 65 Prozent, die Deutschnationalen erhielten 18 (23) Prozent. Ähnlich war das Ergebnis bei der Reichstagswahl im März 1933.
Bei den Kommunalwahlen nach der Machtübernahme der Nationalsozialisten am 1. April 1933 wurde der seit September 1922 Amt befindliche Gemeindevorsteher bestätigt. Am 1. März 1935 übernahm ihn die übergeordnete Behörde als Gemeindeschulze. 1937 wurde er mit Einverständnis der NSDAP zum Bürgermeister berufen und blieb bis 1947 im Amt.
Zu den Grundbesitzern in Tjüche gehörte der damals in Upgant-Schott wohnhafte jüdische Viehhändler Eliazar Pinto (1893–1943). Im Juli 1942 beantragte ein Osteeler Landwirt bei der Landeskulturabteilung in Hannover den Ankauf des in jüdischem Besitz befindlichen Landes. Pinto wurde ein Jahr nach diesem Antrag im KZ Auschwitz ermordet.
25 Einwohner fielen während des Zweiten Weltkriegs. Materielle Kriegsschäden gab es in Tjüche kaum. Nach dem Ende des Krieges wurde ein neuer Bürgermeister gewählt, der im Januar 1947 die erforderliche Bestätigung durch die britische Militärregierung erhielt und damit seinen Vorgänger ablöste. Die neue Gemeindeverwaltung hatte große Probleme mit der Unterbringung von Flüchtlingen, ehe bis Mitte der 1950er Jahre nach und nach genügend Wohnraum geschaffen wurde.
Am 1. August 1969 schloss sich Tjüche mit den Gemeinden Leezdorf, Marienhafe, Osteel, Rechtsupweg und Siegelsum zur Samtgemeinde Brookmerland zusammen. Noch im selben Jahr schloss sich die Gemeinde Upgant-Schott und 1971 die Gemeinde Wirdum dem Verbund an. Drei Jahre später, am 1. Juli 1972, erfolgte die freiwillige Eingliederung Tjüches in den Flecken Marienhafe, dessen Ortsteil sie damit wurde. Ohne diesen Schritt und ohne die Eingliederung Siegelsums in Upgant-Schott hätte das Land Niedersachsen die Samtgemeinde per Gesetz in eine Einheitsgemeinde umgewandelt. Seit der Kommunalreform gehört die Samtgemeinde Brookmerland (und damit auch Tjüche) zum Landkreis Aurich.
Durch den Bau der 1978 fertiggestellte Marienhafer Umgehungsstraße, die um Teil auf einem Damm verläuft, ist Tjüche zweigeteilt. Durch den für den Bau benötigten Sandaushub entstand unmittelbar östlich der Umgehungsstraße eine etwa vier Hektar große Wasserfläche mit einem angrenzenden Feuchtgebiet. Das Areal ist heute ein Naherholungsgebiet mit Wanderwegen und einem Trimmpfad.

### Einwohnerentwicklung
| Jahr | Einwohnerzahl |
| ---- | ------------- |
| 1769 | 120           |
| 1821 | 118           |
| 1848 | 161           |
| 1871 | 176           |
| 1885 | 212           |
| 1905 | 296           |
| 1939 | 327           |
| 1946 | 436           |
| 1950 | 427           |
| 1961 | 400           |
| 1970 | 550           |

## Wappen

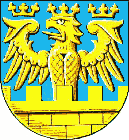

Das Tjücher Wappen zeigt im Schildfuß eine goldene, mit Zinnen bewehrte Mauer. Aus ihr wächst auf blauem Hintergrund ein goldener Adler. Auf seinem Haupt und seinen beiden Flügelachsen befindet sich jeweils ein Krone.
Gezeigt werden in diesem Wappen die Embleme der mittelalterlichen Herrschaft, zu der Tjüche gehörte. Der dreifach gekrönte Adler verweist auf das Häuptlingsgeschlecht der tom Brok, die bezinnte Mauer auf deren Häuptlingssitz Oldeborg. Die Farben Gold und Blau stellen eine Beziehung zur ehemaligen Kreisstadt Norden her.
Offiziell eingeführt wurde das Wappen im November 1963 auf Beschluss des Rates der damals noch selbständigen Gemeinde Tjüche.